# پاین گروو، شهرستان ماریون، ویرجینیای غربی
پاین گروو (به انگلیسی: Pine Grove) یک منطقهٔ مسکونی در ایالات متحده آمریکا است که در شهرستان ماریون، ویرجینیای غربی واقع شده‌است.